# Amomum newmanii
Amomum newmanii ist eine Pflanzenart aus der Gattung Amomum innerhalb der Familie der Ingwergewächse (Zingiberaceae). Sie kommt im südlichen Indien vor.

## Beschreibung

### Vegetative Merkmale
Amomum newmanii wächst als ausdauernde, krautige Pflanze, die Wuchshöhen von 1 bis 2 Metern erreichen kann. Die kräftigen und steifen Rhizome bilden keine Ausläufer, werden etwa 1,5 Zentimeter dick, sind innen cremeweiß gefärbt und außen mit Schuppen bedeckt. Die papierartigen und unbehaarten Schuppen haben bewimperte Ränder. Von jedem Rhizom gehen mehrere kräftige, büschelartig angeordnete Sprossachsen ab. An der Basis haben die Stängel eine grüne und an der Außenseite flaumig behaarte Blattscheiden mit bewimperten Rändern sowie runden oberen Ende, welche etwa 2 Zentimeter breit sind. Die ganzrandigen membranartigen, blassgrünen Blatthäutchen sind außen flaumig behaart bis kahl, lanzettlich geformt und werden 2,8 bis 3,8 Zentimeter lang; ihr oberes Ende ist abgerundet und ihre Ränder sind bewimpert.
Jeder Stängel besitzt 20 bis 30 Laubblätter. Die wechselständig angeordneten Laubblätter sind ungestielt. Die einfache Blattspreite ist bei einer Länge von 22 bis 37 Zentimetern und einer Breite von 4 bis 6,5 Zentimetern lanzettlich mit keilförmiger Blattbasis und zugespitztem oberen Ende. Die dunkelgrüne Blattoberseite ist genauso wie die blassgrüne Blattunterseite mit Ausnahme der flaumig behaarten Blattspitze unbehaart. Die Blätter weisen an der Oberseite eine flache Blattnervatur auf. Die Blattränder sind genauso wie die grüne Mittelrippe kahl.

### Generative Merkmale
Die Blütezeit sowie die Fruchtreife von Amomum newmanii umfasst die Monate Februar bis Juli. Unterirdisch und direkt aus dem Rhizom entwickelt sich auf einem etwa 2 Zentimeter langen Blütenstandsschaft ein Blütenstand, der rund 7,5 Zentimeter lang ist und in dem die zahlreichen Blüten dicht zusammen stehen. Die rötlich braunen und an der Außenseite flaumig behaarten, papierartigen Deckblätter sind bei einer Länge von 1,7 bis 2,3 Zentimetern sowie einer Breite von 1,2 bis 1,8 Zentimetern verkehrt-eiförmig mit abgerundeten oberen Ende und bewimperten Rändern. Die weißen, membranartigen Vorblätter sind zu einer 1,5 bis 1,7 Zentimeter langen sowie 0,45 bis 0,5 Zentimeter breiten Röhre verwachsen, welche zwei- oder dreifach gelappt ist. Die zwei oder drei Lappen sind an der Außenseite mit flaumigen Haaren besetzt.
Die zwittrigen, blassgelben Blüten sind bei einer Länge von 5 bis 5,5 Zentimetern zygomorph und dreizählig mit doppelten Perianth. Die zwei oder drei außen flaumig behaarten, weißen Kelchblätter sind röhrenförmig miteinander verwachsen und sind mit einer Länge von 1,4 bis 2 Zentimeter sowie einer Breite von etwa 0,5 Zentimeter kürzer als die Kronröhre. Alle Kelchblätter haben ein etwas ausgerandetes, bewimpertes oberes Ende mit einem kleinen Zipfel. Die blassgelben Kronblätter sind zu einer 2,3 bis 2,4 Zentimeter langen und rund 0,35 Zentimeter breiten Kronröhre mit drei ebenfalls blassgelben Kronlappen verwachsen, die sowohl an der Außen- als auch an der Innenseite unbehaart sind. Der mittlere, blassgelbe und rosarot gesprenkelte Kronlappen ist bei einer Länge von 1,9 bis 2 Zentimetern und einer Breite von ungefähr 1,1 Zentimetern eiförmig mit scharf zugespitztem und verdecktem oberen Ende. Die beiden blassgelben seitlichen Kronlappen sind bei einer Länge von 1,9 bis 2 Zentimetern sowie einer Breite von 0,5 bis 0,55 Zentimetern schmäler, länglich geformt und an der Spitze etwas gefaltet. Nur das mittlere der 1,8 bis 1,9 Zentimeter langen Staubblätter des inneren Kreises ist fertil; es besitzt einen 0,9 bis 1,1 Zentimeter langen und 0,25 bis 0,3 Zentimeter breiten, außen flaumig behaarten, blassgelben Staubfaden. Die zwei cremeweißen Hälften des flaumig behaarten Staubbeutels sind bei einer Länge von 0,6 bis 0,65 Zentimetern länglich geformt. Drei der Staminodien des inneren Kreises sind zu einem blassgelben verkehrt-eiförmigen Labellum mit dunkelgelbe gefärbter und rot gestreifter Mitte verwachsen, welches 2,5 bis 2,9 Zentimeter lang und 2 bis 2,4 Zentimeter breit ist. Das Labellum hat einen schrumpelig wirkenden, welligen Rand und ist an der Innenseite nahe der Öffnung flaumig behaart. Die seitlichen, flaumig behaarten, an der Basis rötlichen Staminodien sind pfriemförmig und werden etwa 0,3 Zentimetern lang. Drei Fruchtblätter sind zu einem dreikammerigen und etwa 0,5 Zentimeter langen und 0,2 bis 0,3 Zentimeter breiten, flaumig behaarten, verkehrt-kegelförmigen Fruchtknoten verwachsen, mit zahlreichen Samenanlagen in jeder Fruchtknotenkammer. Der etwa 4 Zentimeter lange Griffel ist flaumig behaart. Die becherförmige gelblich weiße Narbe hat einen Durchmesser von rund 1 Millimeter.
Jeder Blütenstand kann acht bis zwölf Kapselfrüchte bilden, welche sich in einem 15 bis 17 Zentimeter langen Fruchtstand befinden, welcher an einem 11 bis 14 Zentimeter langen Stiel steht. Die bei einem Durchmesser von 2,2 bis 2,5 Zentimetern kugelförmigen Kapselfrüchte sind zur Reife grün gefärbt. Sie besitzen eine stachelige Oberfläche und enthalten viele Samen. Die braunen eckigen Samen werden 2 bis 3 Millimeter lang und besitzen einen weißen Arillus. Sie verströmen einen wohlriechenden Geruch.

## Vorkommen
Das natürliche Verbreitungsgebiet von Amomum newmanii liegt im südlichen Indien gelegenen Bundesstaat Kerala. Dort umfasst es soweit bisher bekannt zwei Standorte am Agastya Malai, im Distrikt Thiruvananthapuram. Man findet sie dort in Höhenlagen von mehr als 1000 Metern, wo sie in immergrünen Wäldern wächst.

## Taxonomie
Die Erstbeschreibung als Amomum newmanii erfolgte 2012 durch Mamiyil Sabu und V. P. Thomas in Edinburgh Journal of Botany, Band 69, Nummer 2, Seite 319. Das Artepitheton newmanii ehrt den britischen Botaniker Mark F. Newman vom Royal Botanic Garden Edinburgh, welcher sich in der Systematik der Ingwergewächse (Zingiberaceae) verdient gemacht hat.